# Leptocystyda
Leptocystyda (łac. l. poj. leptocystidium, l.mn. leptocystidia) – rodzaj cystyd występujący w hymenium i subhymenium u niektórych gatunków grzybów. W niektórych klasyfikacjach cystyd taką nazwą określa się cystydy cienkościenne bez wyraźnej zawartości. Ich przeciwieństwem są tramacystydy – cystydy grubościenne. Cystydy cienkościenne, ale zawierające gutule lub żywiczną zawartość noszą nazwę gleocystyd. Leptocystydy zazwyczaj nie są pokryte kryształkami, ale czasami mogą być inkrustowane.
Leptocystydy występują np. u niektórych gatunków z rodziny pierścieniakowatych (Strophariaceae) lub powłocznikowatych. 

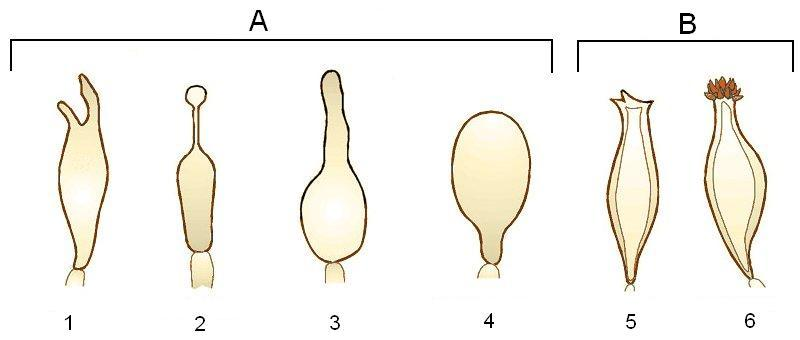
Rodzaje cystyd. A – leptocystydy, B – tramacystydy
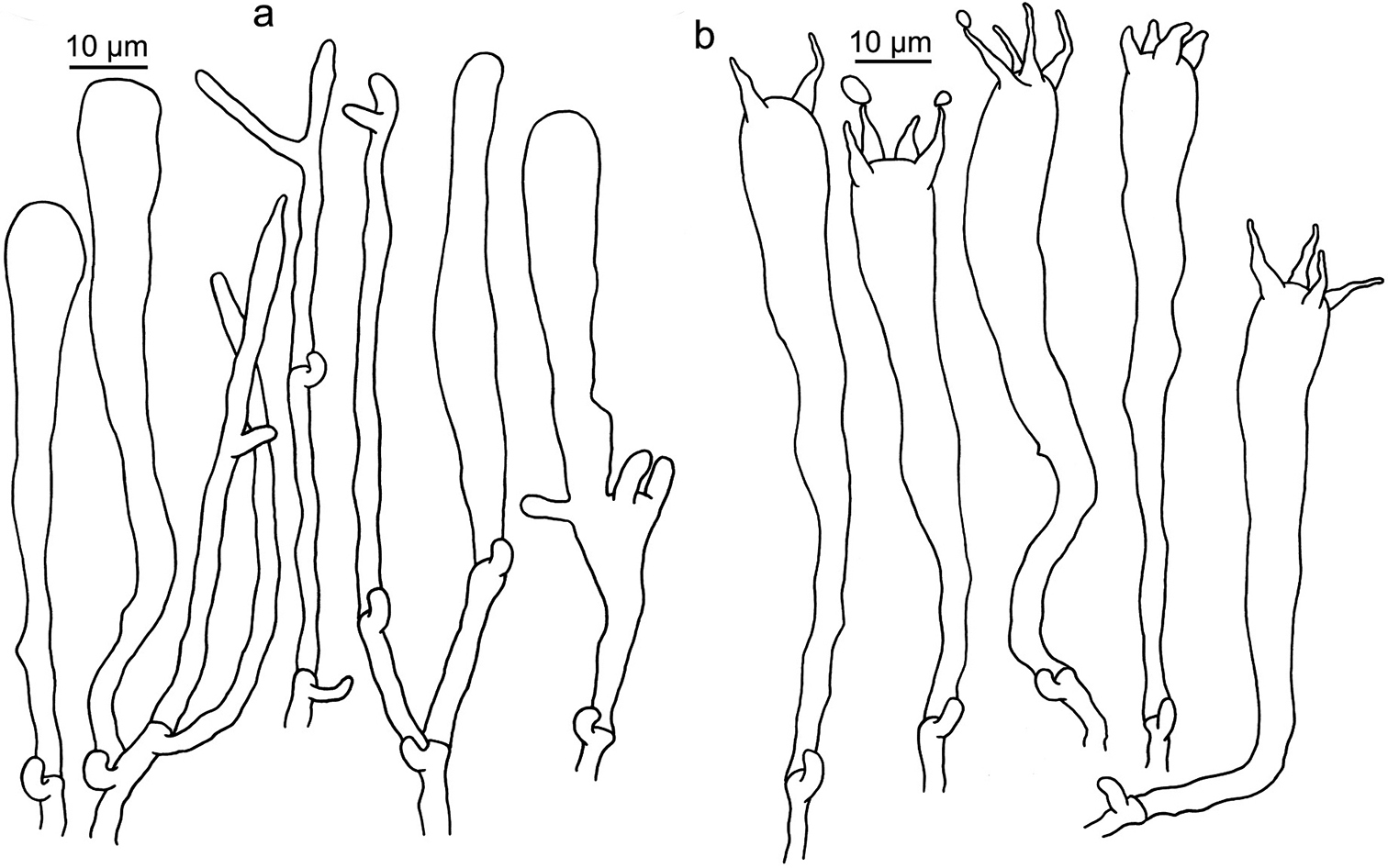
A - leptocystydy, B - podstawki